# Andreaea commutata
Andreaea commutata är en bladmossart som beskrevs av Limpricht 1883. Andreaea commutata ingår i släktet sotmossor, och familjen Andreaeaceae. Inga underarter finns listade i Catalogue of Life.